# 몬테 카를로 (2011년 영화)
《몬테 카를로》(영어: Monte Carlo)는 2011년 개봉한 미국의 모험 로맨틱 코미디 영화이다.
이 영화는 2011년 7월 1일에 개봉되었다. 이 영화에는 설리나 고메즈 & 더 신의 노래 "Who Says"와 영국 가수 미카의 수많은 노래가 포함되어 있다. 몬테 카를로는 비평가들로부터 엇갈린 평가를 받았지만 2천만 달러의 예산으로 3,970만 달러를 벌었다. 폭스 홈 엔터테인먼트는 2011년 10월 18일 DVD 및 블루레이 디스크를 출시했다.

## 줄거리
텍사스 출신의 대학 진학 예정인 그레이스는 절친 에마와 함께 파리 여행 경비를 마련하기 위해 식당에서 일한다. 그레이스의 새아버지는 그녀의 까다로운 언니 메그도 동행시키고, 에마는 남자친구 오언의 청혼에도 불구하고 파리에 간다. 하지만 여행은 실망스럽기만 하고, 세 사람은 엉망인 호텔과 너무 빠른 투어에 실망한다. 에펠탑에서 투어 버스를 놓친 후, 비를 피하려 들어간 고급 호텔에서 그레이스는 영국 재벌 상속녀 코딜리아와 똑같이 생겼다는 이유로 오해를 받는다. 코딜리아는 자선 경매에 기증할 불가리 목걸이를 두고 떠나버렸고, 메그의 반대에도 불구하고 세 사람은 코딜리아의 스위트룸에서 하룻밤을 보내고 다음 날 그녀의 짐을 가지고 몬테카를로로 떠난다.
몬테카를로 호텔에서 그들은 자선 행사를 주최하는 자선가의 아들 테오를 만난다. 테오는 코딜리아의 제멋대로인 성격 때문에 세 사람에게 냉담하게 대하지만, 그레이스는 코딜리아의 고모 얼리샤를 성공적으로 속이고, 에마는 도메니코 왕자와 춤을 춘다. 메그는 파리에서 잠깐 만났던 호주 배낭여행객 라일리와 다시 만나 가까워지지만, 라일리는 이탈리아로 떠난다. 한편 오언은 에마를 찾아 파리로 향한다.
그레이스가 폴로 경기에 참가하면서 얼리샤는 그레이스의 다른 승마 스타일 때문에 그녀가 코딜리아를 사칭하고 있다는 것을 알아차린다. 얼리샤는 진짜 코딜리아와 통화 후 그레이스가 코딜리아를 대신해 파티를 즐기는 대역이라고 믿는다. 테오는 '코딜리아'의 솔직한 성격에 점점 끌리고, 도메니코는 에마를 요트 파티에 초대한다. 에마는 파티를 위해 불가리 목걸이를 착용하지만, 메그가 목걸이를 보관하다가 라일리의 배낭에 넣어버리는 바람에 목걸이를 잃어버린다. 파티에서 에마는 도메니코가 웨이트리스들을 함부로 대하는 모습에 환멸을 느낀다.
신문에 실린 그레이스의 모습을 본 오언은 몬테카를로로 향하고, 코딜리아도 그레이스를 보고 몬테카를로에 온다. 목걸이가 없어진 것을 알게 된 코딜리아는 경찰에 신고한다. 메그는 라일리가 이탈리아행 기차를 탄다는 소식을 전하고, 세 사람은 그를 찾아 나선다. 하지만 라일리는 호텔에 나타나 목걸이를 메그에게 돌려준다. 세 사람은 스위트룸에서 코딜리아와 맞닥뜨리고, 코딜리아가 경매에서 목걸이를 취소하겠다고 위협하자 그녀를 소파에 밀쳐 묶어둔다. 경찰이 문을 두드리자 세 사람은 코딜리아의 비명을 막고, 그레이스는 그녀를 대신해 경매에 참석한다. 오언은 호텔에서 에마를 만나 화해한다.
에마가 방심한 사이 코딜리아는 탈출하여 경매장에서 그레이스의 사기를 폭로한다. 코딜리아는 그레이스를 체포하라고 요구하지만, 그레이스는 진심으로 고백한다. 얼리샤는 코딜리아를 구하기 위해 목걸이를 6백만 유로에 낙찰받는다. 코딜리아는 체포를 주장하지만, 경찰은 코딜리아가 법적으로 그레이스가 잘못한 것이 없다는 것을 증명할 수 없으며 그레이스가 자신을 사칭했다는 사실을 밝히기 위해 자신의 행동을 공개해야 하기에 어떠한 법적 조치도 취할 수 없다고 말한다.
경매 후, 세 사람은 각자의 길을 떠난다. 메그는 라일리의 세계 여행에 동참하고, 오언과 에마는 텍사스로 돌아가 결혼하여 새로운 집에서 생활한다. 테오와 그레이스는 테오가 운영하고 그레이스가 자원봉사 교사로 일하는 루마니아 학교에서 재회한다.

## 출연
- 설리나 고메즈 - 그레이스 앤 베넷 / 코딜리아 윈스럽스콧 역
- 레이턴 미스터 - 메리 마거릿 "메그" 켈리 역
- 케이티 캐시디 - 에마 퍼킨스 역
- 코리 몬티스 - 오언 앤드루스 역
- 피에르 불랑제 - 테오 마르샹 역
- 루크 브레이시 - 라일리 역
- 캐서린 테이트 - 얼리샤 윈스럽스콧 역
- 앤디 맥다월 - 패멀라 베넷 역
- 브렛 컬런 - 로버트 켈리 역
- 줄리오 베루티 - 도메니코 다실바노 왕자 역
- 발레리 르메르시에 - 마담 발레리 역